# Toshio Hirano
Toshio Hirano (平野 俊夫, Hirano Toshio, né le 17 avril 1947 à Osaka au Japon) est un immunologiste et universitaire, surtout connu pour sa découverte de l'interleukine-6,. Depuis le mois d'août 2011, il est le 17e président de l'université d'Osaka.

## Chronologie
- 1972 - diplômé de l'école de médecine, université d'Osaka[2]
- 1980 - professeur adjoint à l'école de médecine, université de Kumamoto[2]
- 1984 - professeur adjoint à l'Institut de biologie moléculaire et cellulaire, université d'Osaka[2]
- 1989 - professeur à la même université[2]
- 2004 - doyen de la Graduate School of Frontier Biosciences, université d'Osaka[2]
- 2008 - doyen de la Graduate School of Medicine, université d'Osaka[2]
- Août 2011 - 17e président de l'université d'Osaka[3]

## Honneurs et récompenses
- Prix Erwin von Balz (Japon), 1986
- Prix CIBA-GEIGY rhumatisme  (Japon), 1990
- Prix Sandoz d'immunologie (maintenant appelé prix Novartis d'immunologie), 1992
- Prix Osaka de la science (Japon), 1997
- Mochida Memorial Prize (Japon), 1998
- ISI Citation Laureate Award (Japon), 1981-98, 2000
- Prix Fujihara, 2004, Fondation Fujihara pour la science
- Medical Award of The Japan Medical Association, 2005, The Japan Medical Association
- Medal of Honor with Purple Ribbon, avril, 2006
- Prix Crafoord en polyarthrite 2009
- Prix japonais pour la découverte de l'interleukine-6, 2011